# Kanton Aalsmeer
Het kanton Aalsmeer was een kanton van het Franse Zuiderzeedepartement. Het kanton Aalsmeer maakte deel uit van het arrondissement Amsterdam.

## Gemeenten
Het kanton Aalsmeer omvatte de volgende gemeenten:
- Aalsmeer
- Leimuiden
- Uithoorn